# Baeosemus mitigosus
Baeosemus mitigosus är en stekelart som först beskrevs av Johann Ludwig Christian Gravenhorst 1829.  Baeosemus mitigosus ingår i släktet Baeosemus och familjen brokparasitsteklar. Arten är reproducerande i Sverige.

## Underarter
Arten delas in i följande underarter:
- B. m. alpicola
- B. m. rufomarginatus